# Kiźlinkowa Skałka

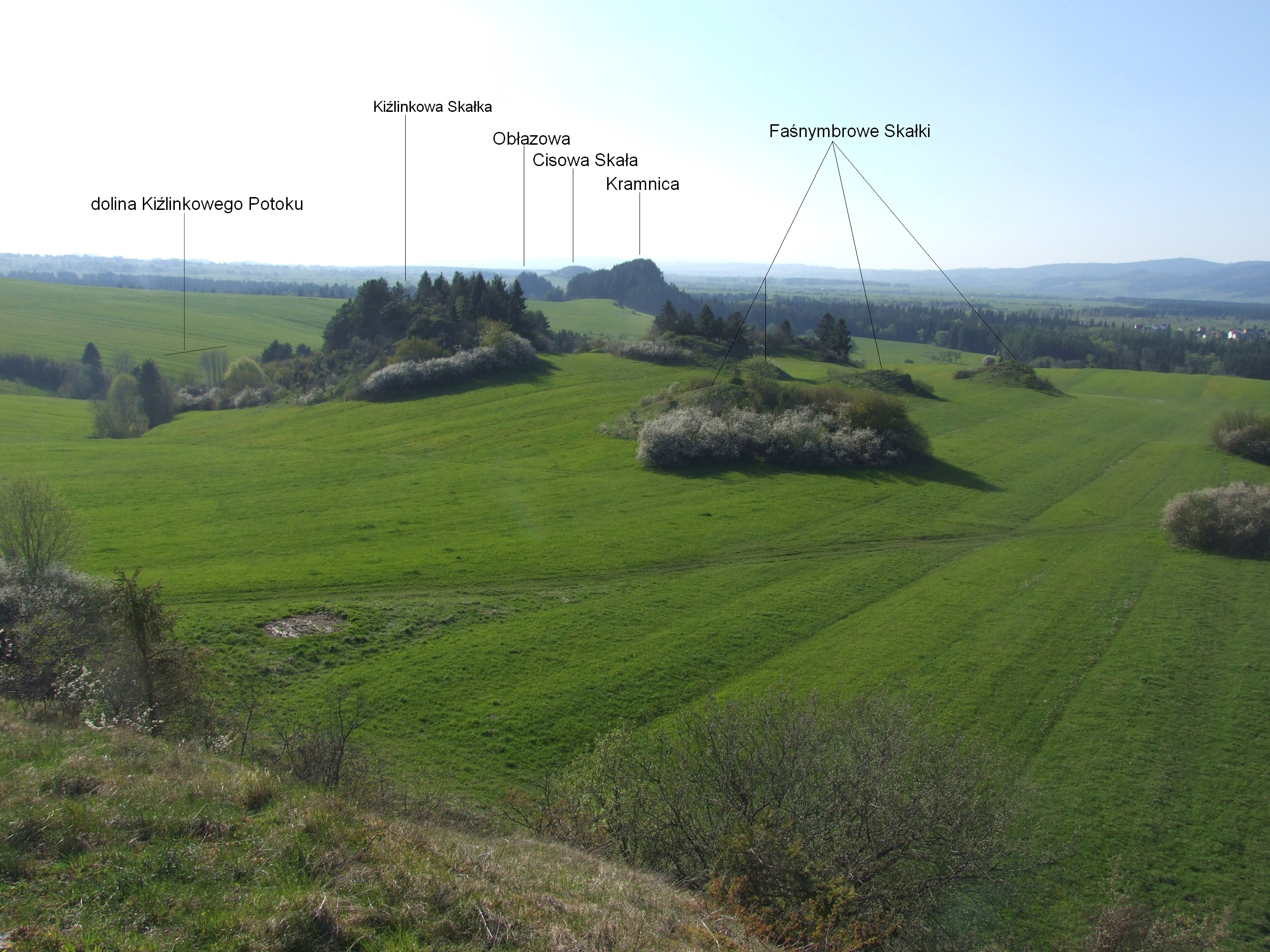
Widok z Korowej Skały na zachód

Kiźlinkowa Skałka – skałka z grupy Dursztyńskich Skałek w Pieninach Spiskich. Znajduje się na zachodnim końcu tego pasa skałkowego, pomiędzy Kwaśnembrową Skałką a Korową Skałą, na prawym zboczu Kiźlinkowego Potoku i jego dopływu, oraz na rozległych łąkach ciągnących się od tego potoku do Krempach Nazwa skałek pochodzi od nazwy pola Kiźlinek. W zachodniej grupie Dursztyńskich skałek wyróżnia się jeszcze Krzysztofkowe Skałki i Rafaczowe Skałki. Są to luźno rozrzucone wśród pół ostańce. Zbudowane są z węglanowych skał osadowych sukcesji czorsztyńskiej. Przeważnie są zarośnięte drzewami lub krzewiastymi zaroślami.
Znajdują się w granicach wsi Krempachy w województwie małopolskim, w powiecie nowotarskim, w gminie Nowy Targ. Nie prowadzi obok nich żaden znakowany szlak turystyczny. Można jednak dojść od drogi prowadzącej z Krempach wzdłuż Dursztyńskiego Potoku. Odgałęzia się od niej na południe droga polna pomiędzy Rafaczowymi Skałkami a Krzysztofkowymi Skałkami, która zanika przy Korowej Skale. Dalej wzdłuż Faśnymbrowych Skałek prowadzi początkowo ścieżka, ale zanika.